# Crâne
Pour l’article ayant un titre homophone, voir Krahn.
Cet article possède des paronymes, voir Crane et CRAN.
Le crâne est une structure osseuse ou cartilagineuse de la tête, caractéristique des crâniates (dont font partie les vertébrés). Le rôle principal du crâne est de protéger le système nerveux central qu'il entoure, il sert aussi de points d'attache à des muscles du visage et du cou.
Le crâne est composé de deux parties : le neurocrâne (ou boîte crânienne) et le splanchnocrâne (ou viscérocrâne, ou crâne facial). Certaines espèces possèdent aussi un dermocrâne, formé d'os dermiques.
Le crâne est toujours cartilagineux chez l'embryon mais devient au moins partiellement ossifié chez l'adulte pour toute la lignée des Ostéichtyens (qui inclut l'Homme).

## Description

Crâne de souris

Le crâne est composé de deux parties : le neurocrâne (ou boîte crânienne), partie supérieure qui protège le cerveau et les organes sensoriels pairs, et le splanchnocrâne (ou viscérocrâne, ou crâne facial), partie inférieure qui soutient les cavités buccale et pharyngienne. 
Le splanchnocrâne a primitivement une fonction respiratoire mais cette fonction se perd dans la plupart des lignées et le splanchnocrâne entre donc principalement dans la constitution du squelette des mâchoires, du palais, de l’oreille moyenne, de la face, du cou, de la langue, du larynx et du neurocrâne.
Histologiquement, le crâne des Vertébrés peut passer par différents stades : 
- un stade cartilagineux ou chondrocrâne, formé par chondrification du mésenchyme. Ce crâne est définitif chez les lamproies et les Chondrichthyens ;
- un stade osseux ou ostéocrâne endosquelettique (ou enchondral), issu d'une ossification enchondrale. Ce stade succède au chondrocrâne chez tous les Ostéichthyens à l'état adulte ;
- certaines espèces possèdent aussi un ostéocrâne exosquelettique (ou dermocrâne, ou dermatocrâne), formé d'os dermiques (ou os membraneux). Cette ossification dermique se fait directement depuis le tissu conjonctif sans passer par un stade cartilagineux[2].

Le dermatocrâne est un revêtement d'os dermiques (jamais de cartilage) qui recouvre le neurocrâne et le splanchnocrâne. Il constituait le bouclier céphalothoracique chez certains Vertébrés fossiles, les Ostracodermes. Il ne se retrouve actuellement que dans la lignée des Ostéichthyens où il a été secondairement incorporé aux deux formations précédentes tout en conservant une action inductrice sur le développement de certains os dermiques (voûte du crâne, voûte palatine, différentes unités du splanchnocrâne). Chez les Chondrichtyens, le dermocrâne a régressé, est devenu indifférencié, et n’est représenté que par des écailles placoïdes fixées dans le derme qui recouvrent tout le corps.

## Formation
Neurocrâne et splanchnocrâne sont issus de deux mécanismes embryologiques différents.
Le neurocrâne est issue du mésenchyme. Ces éléments peuvent se présenter sous deux formes : une cartilagineuse qui forme le crâne cartilagineux ou chondrocrâne ; crâne définitif chez les Chondrichtiens, les Myxine et les Lamproie. Chez tous les autres vertébrés cette forme est remplacée par une forme osseuse qui donne l'ostéocrâne. 
Chez les mammaliens le chondrocrâne se forme à la base du crâne embryonnaire et se compose de trois noyaux cartilagineux: le basi-ethmoïde, le basi-sphénoïde et le basi-occipital.
Les cartilages paracordaux se développent pour former la plaque basale et d'autres cartilages occipitaux se développent pour former l'arc occipitale (cartilage entourant complètement la corde). Des cartilages vont être associés à la plaque éthmoïde (issu du développement de cartilages trabéculaires) : ce sont les capsules olfactifs et les capsules nasales. La moelle épinière se dilate dans le chondrocrâne en passant dans le foramen magnum. L'oreille interne occupera la capsule otique.

## Origine et évolution
Le neurocrâne serait la partie la plus ancienne du crâne car c'est la seule qui existe chez les Myxines. Le splanchnocrâne est présent chez les lamproies mais pas le dermocrâne qui semble donc être apparu en dernier.
Le neurocrâne évolue grâce à une réduction du nombre d'os et à un allongement dû aux fosses temporales.
Il existe plusieurs types de neurocrâne :
- type anapside (ex. : tortue) : pas de fosses temporales ;
- type diapside (ex. : les crocodiliens) : 2 fosses temporales supérieure et inférieure ;
- Type synapside (ex. : mammifères + reptiles fossiles) : 1 fosse temporale inférieure.

Le splanchnocrâne ou squelette viscérale est constitué par des pièces cartilagineuse ou ossifiées. Il forme la mâchoire chez les gnathostomes. Le premier arc du splanchnocrâne est l'arc mandibulaire. Cet arc est composé du cartilage ptérygo-carré (partie supérieure) et du cartilage de Meckle (partie inférieure). Trois pièces de l'arc hyoïde viennent renforcer l'arc mandibulaire : 
— le cartilage hyomandibulaire
— le cartilage cératobranchiale
— le cartilage basibranchiale
Le cartilage ptérygo-carré donne l'épiptérigoïde et l'os carré (enclume) chez les mammifères. Le cartilage de Meckle quant à lui donne l'os articulaire (marteau) chez les mammifères.
L'hyomandibulaire donne la columelle tympanique chez les tétrapodes non mammaliens et l'étrier chez les mammifères.
Le cératobranchiale donne les cornes hyoïdiennes chez les tétrapodes non mammaliens et l'apophyse styloïde du temporal et les cornes hyoïdiennes chez les mammaliens. Celui-ci devient de plus en plus long, large, haut et rond. On passe d’une forme de ballon de rugby à celle d’un ballon de football. Cette évolution du crâne est caractérisée par une évolution du cerveau, qui est de plus en plus volumineux. Depuis les premiers hominidés qui se sont mis à marcher, on est passé de 350 cm3 à 1 400 cm3 en moyenne aujourd’hui.

### Fosses temporales

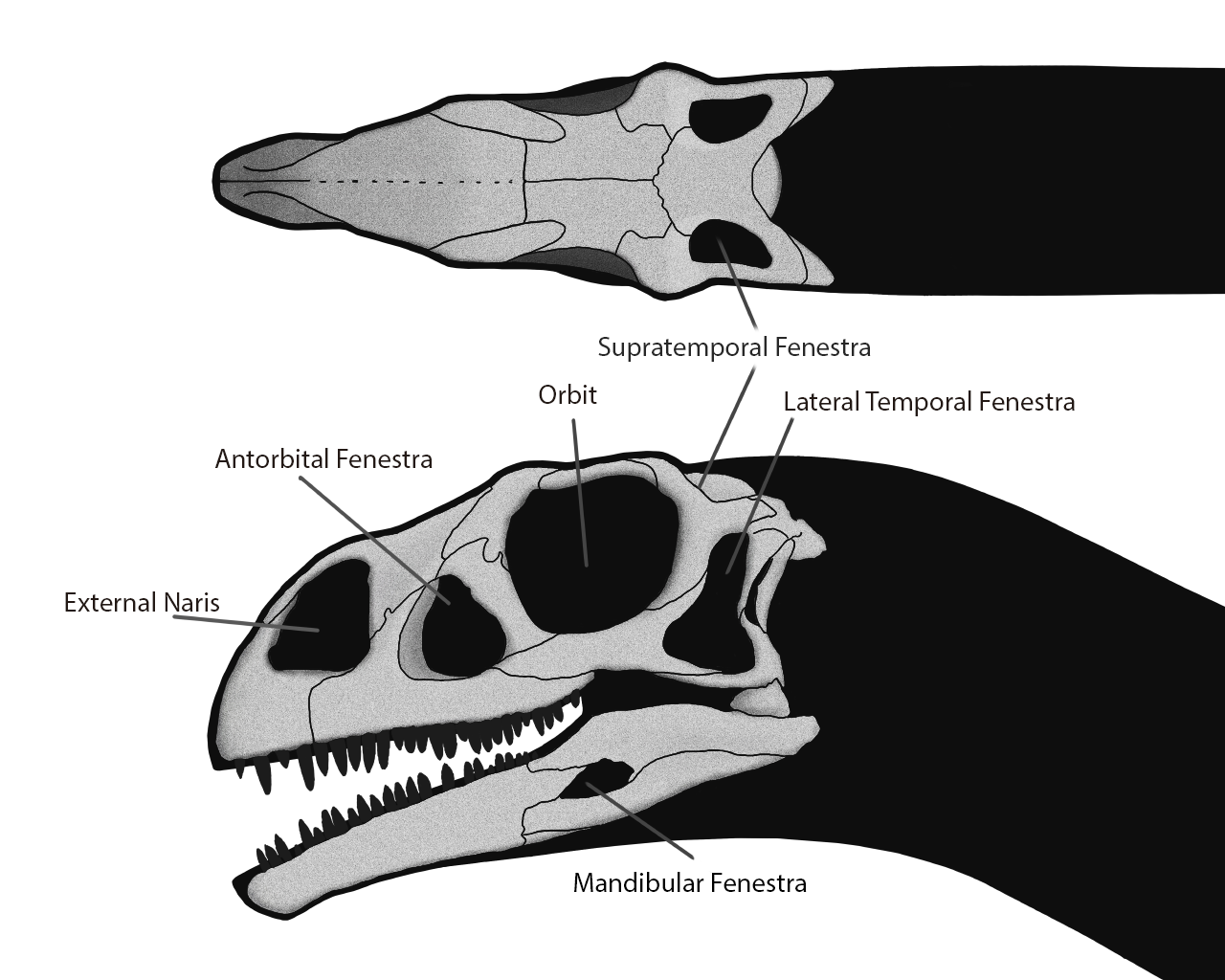
Le crâne de Massospondylus possède deux fentes temporales typiques des diapsides.

Schéma d'un crâne de diapside

Les fosses temporales sont des traits anatomiques du crâne des amniotes, caractérisés par des cavités symétriques bilatérales dans l'os temporal.
Des hypothèses physiologiques ont associé ces fosses à une augmentation des niveaux métaboliques et/ou à un accroissement de la musculature de la mâchoire. Les premiers amniotes du carbonifère ne possédaient pas de fosses temporales alors que les sauropsides et les synapsides plus avancés en avaient. Au cours des âges géologiques, les fosses temporales des sauropsides et des synapsides se modifièrent et devinrent plus larges. On a d'abord cru que c'était pour permettre l'implantation de muscles des mâchoires plus épais permettant des morsures plus puissantes, mais il semble finalement que ces trous permettaient plutôt de réchauffer ou refroidir plus rapidement le cerveau de l'animal. Ceci a été déduit de l'observation des fosses similaires qui existent sur les crânes d'alligators. D'une part, elles ne servent pas d'attaches aux muscles des mâchoires et d'autre part, quand on les filme sur l'animal vivant à la caméra thermique, on voit qu'elles sont plus chaudes ou froides que le reste de la tête et du crâne,. 
Les dinosaures, qui sont des sauropsides, ont de large ouvertures et leurs descendants les oiseaux, ont des fosses temporales qui se sont modifiées. Les mammifères, qui sont des synapsides, ne possèdent plus d'ouverture au niveau du crâne, tellement le caractère anatomique a été modifié. Ils possèdent encore cependant l'orbite temporale (qui ressemble à une ouverture) et les muscles temporaux. Il s'agit d'un trou dans la tête qui est située à l'arrière de l'orbite oculaire derrière l'œil.
La présence et la morphologie des fosses temporales est un point critique pour la classification taxonomique des synapsides, dont font partie les mammifères.
Les euryapsides (plésiosauriens et des ichtyosauriens) ont une seule grande ouverture sur les côtés de leur crâne, tout comme les synapsides, mais les eurapsides sont en fait des diapsides, dont la fosse temporale inférieure a disparu.
Les anapsides (chéloniens) n'en possèdent pas.

## Galerie

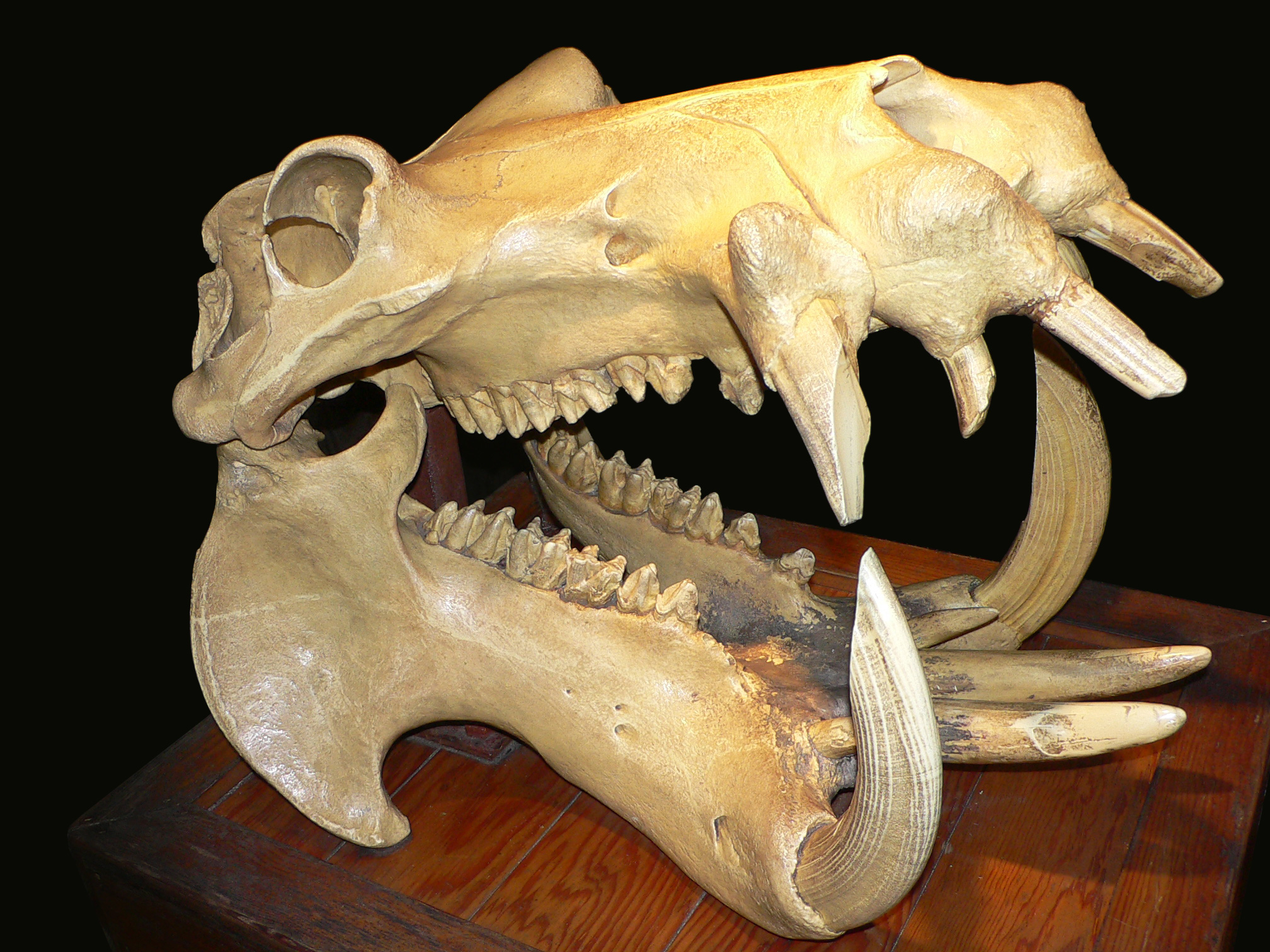
Hippopotame Mammifère
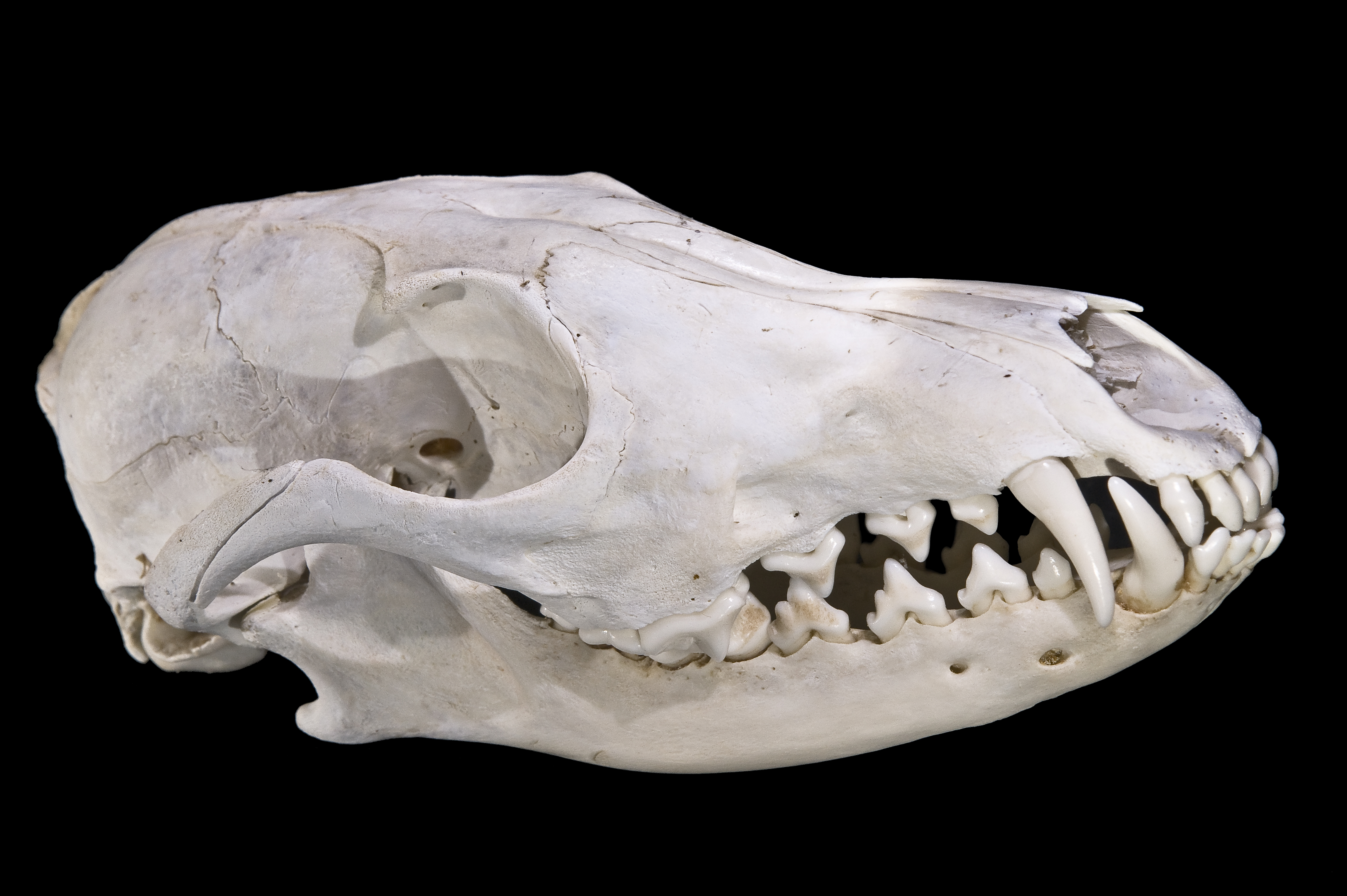
Renard Mammifère carnivore
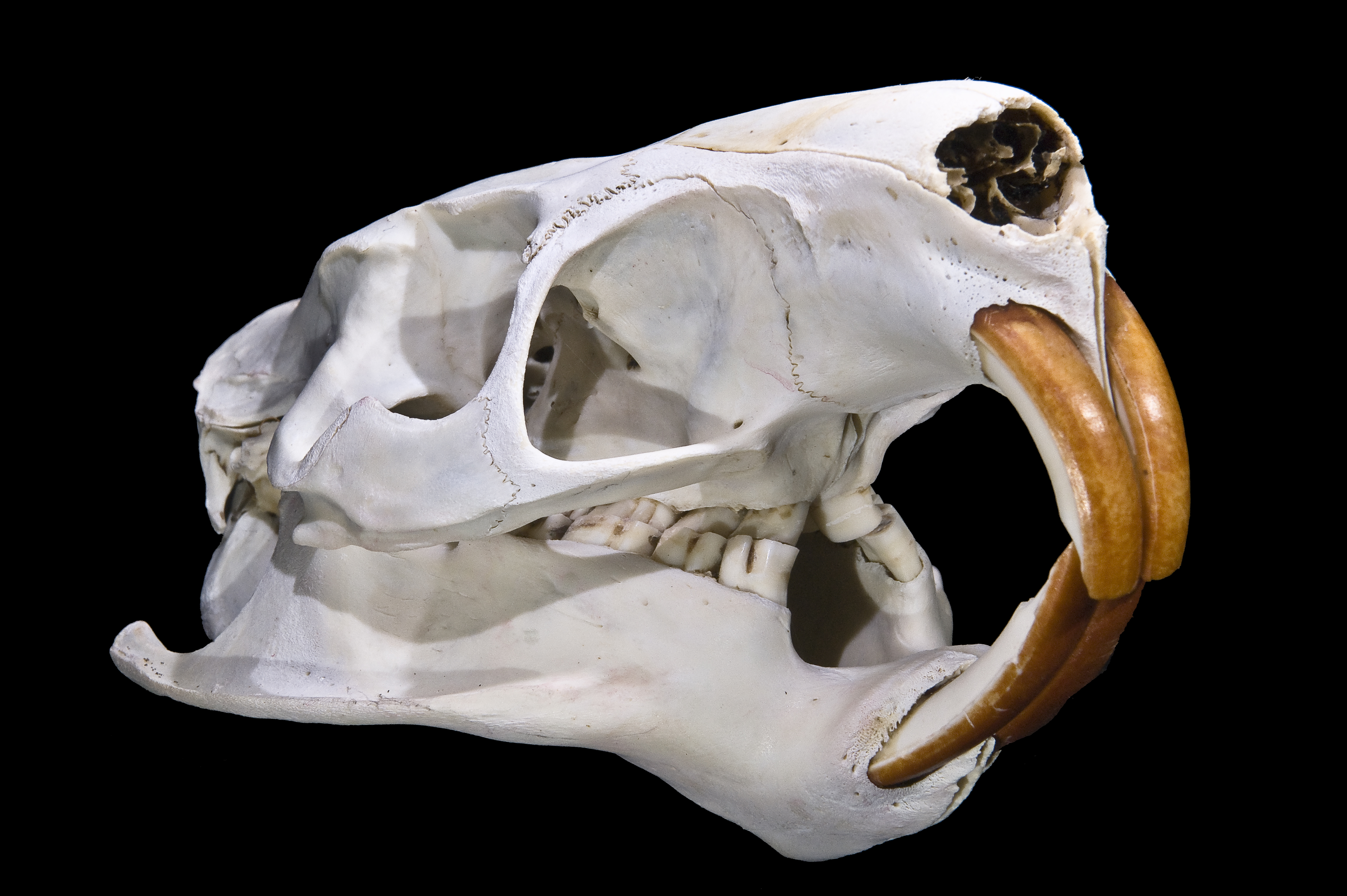
Ragondin Mammifère rongeur
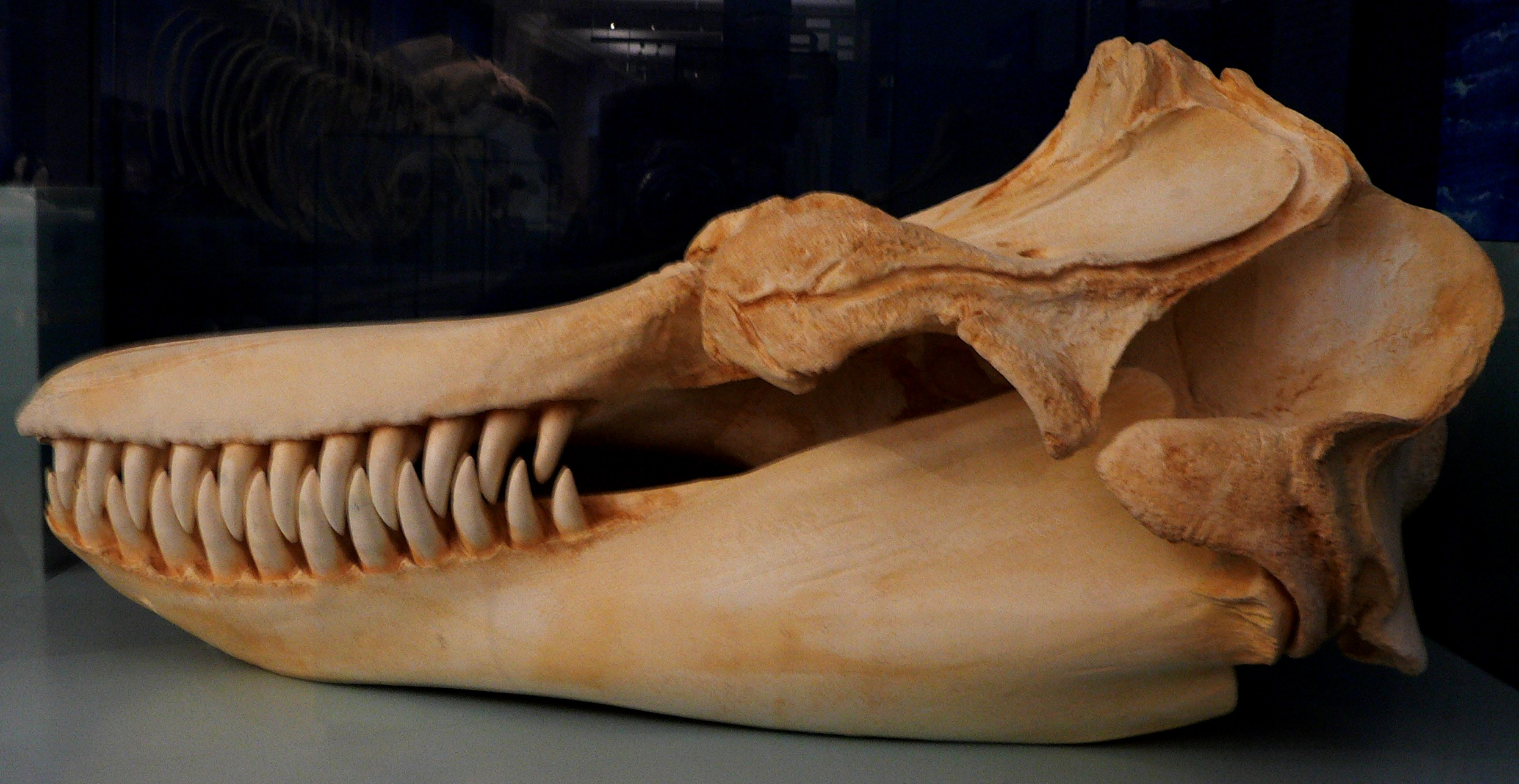
Orque Mammifère cétacé
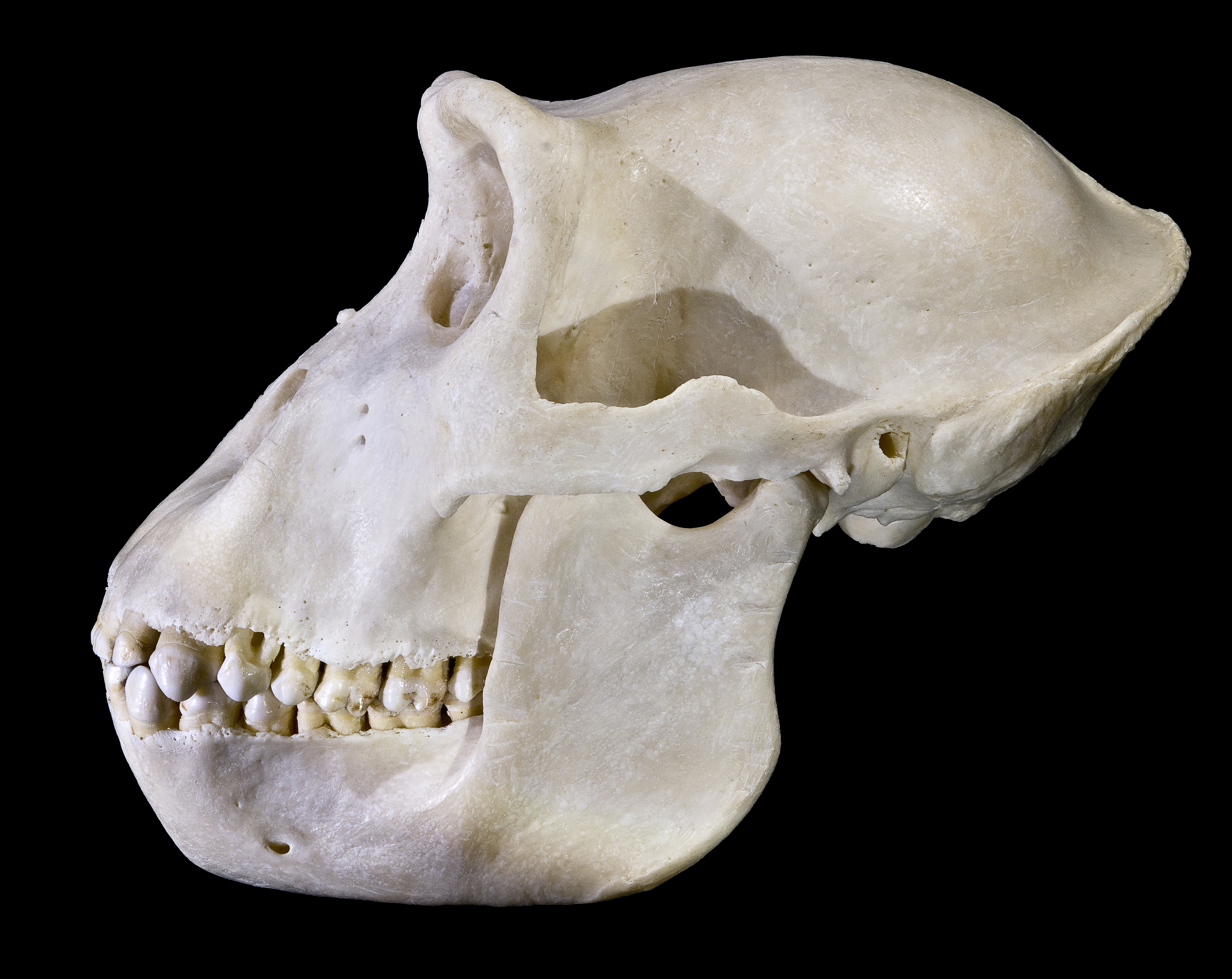
Gorille Femelle Mammifère hominidé
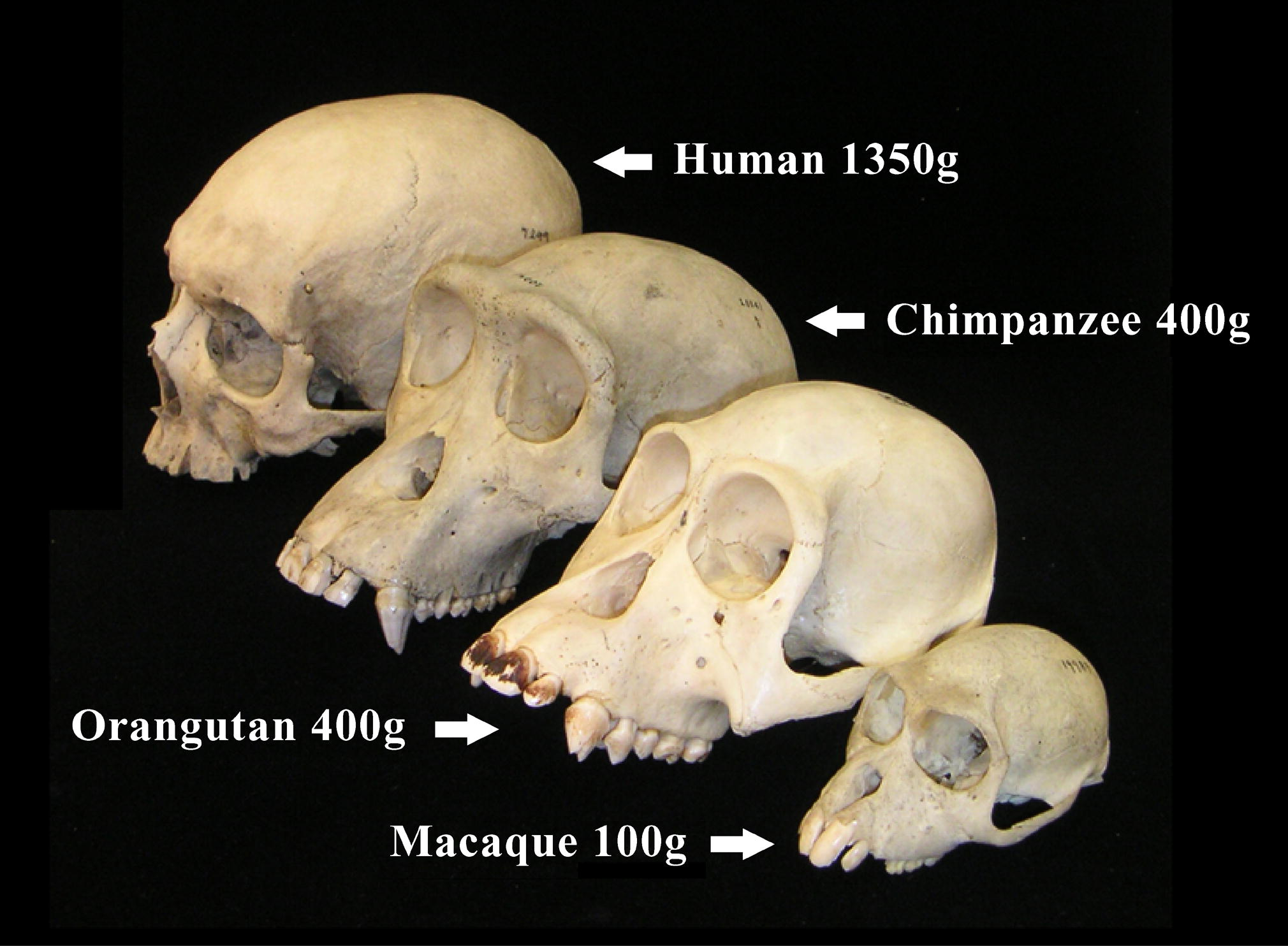
Mammifères primates dont l'Homme
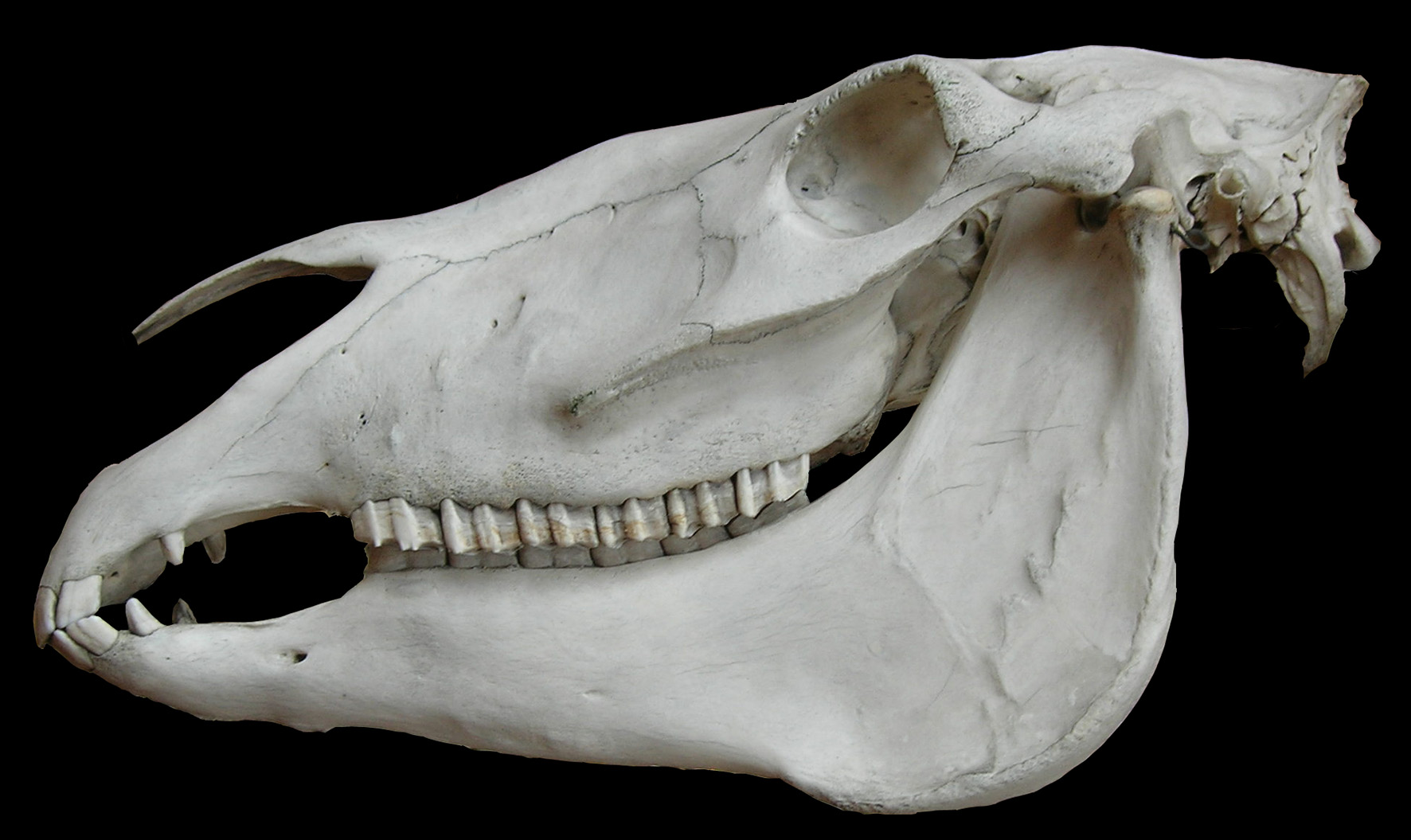
Cheval Mammifère Equidae
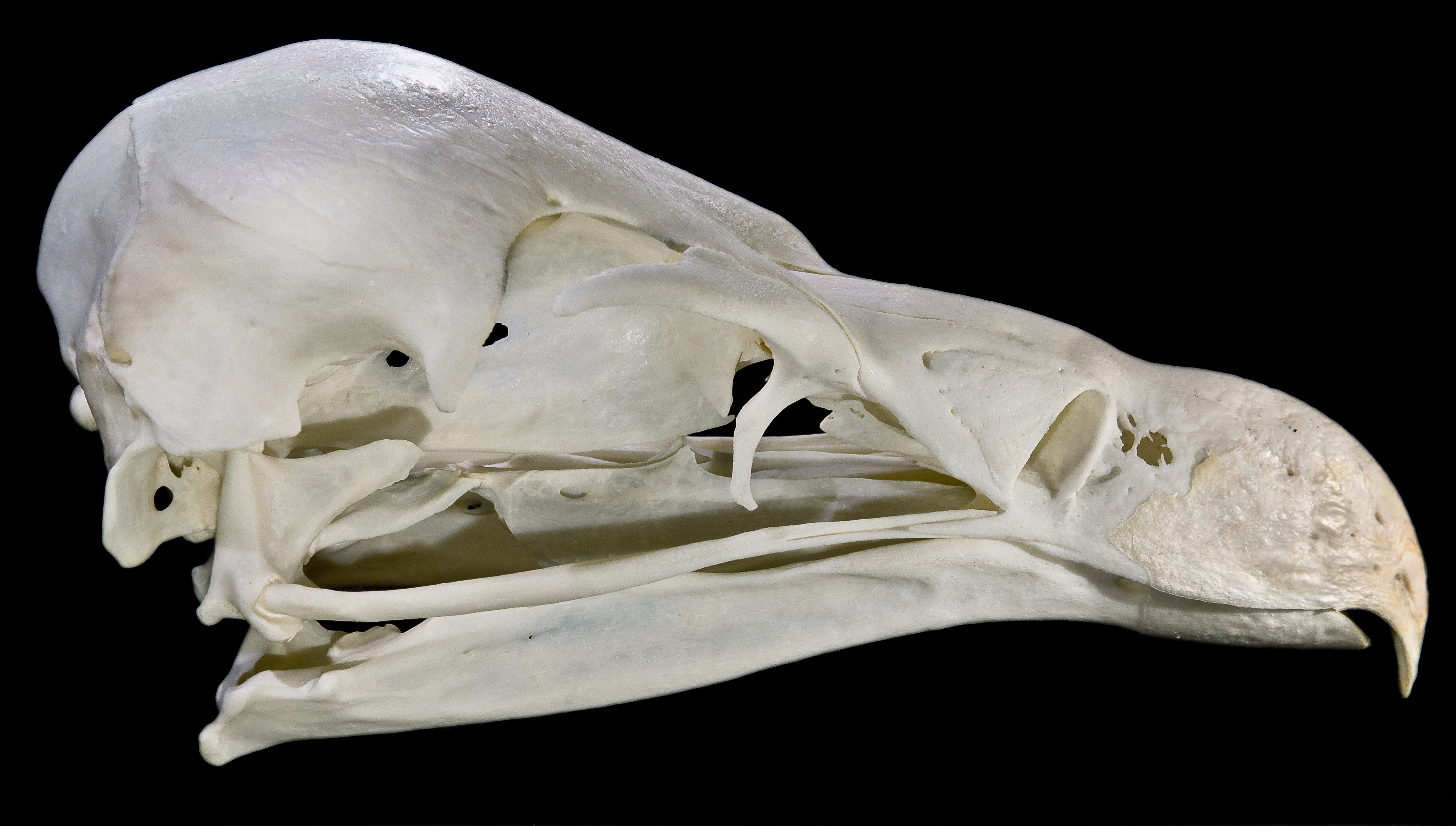
Vautour Oiseaux
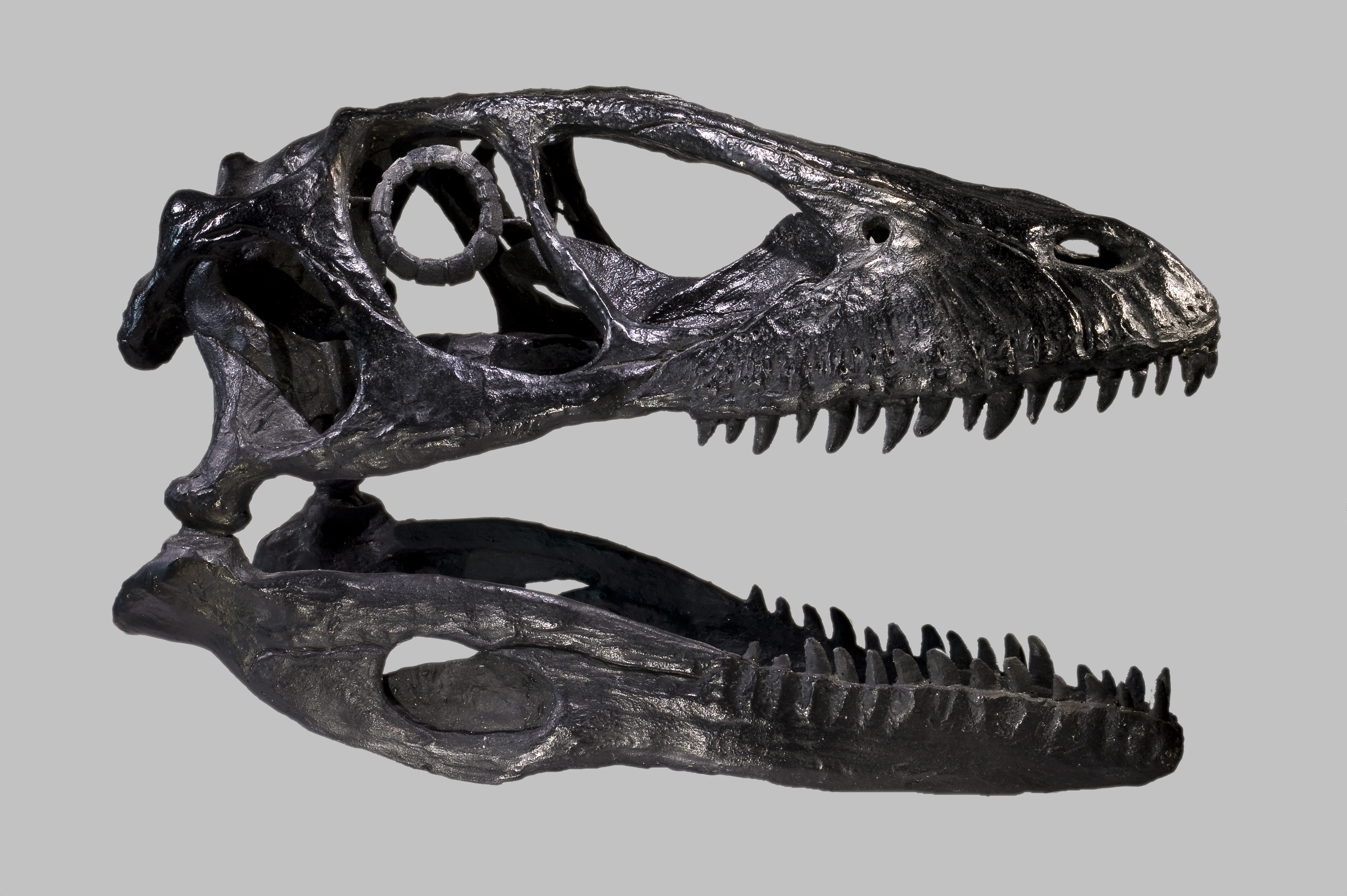
Deinonychus Dinosaure carnivore
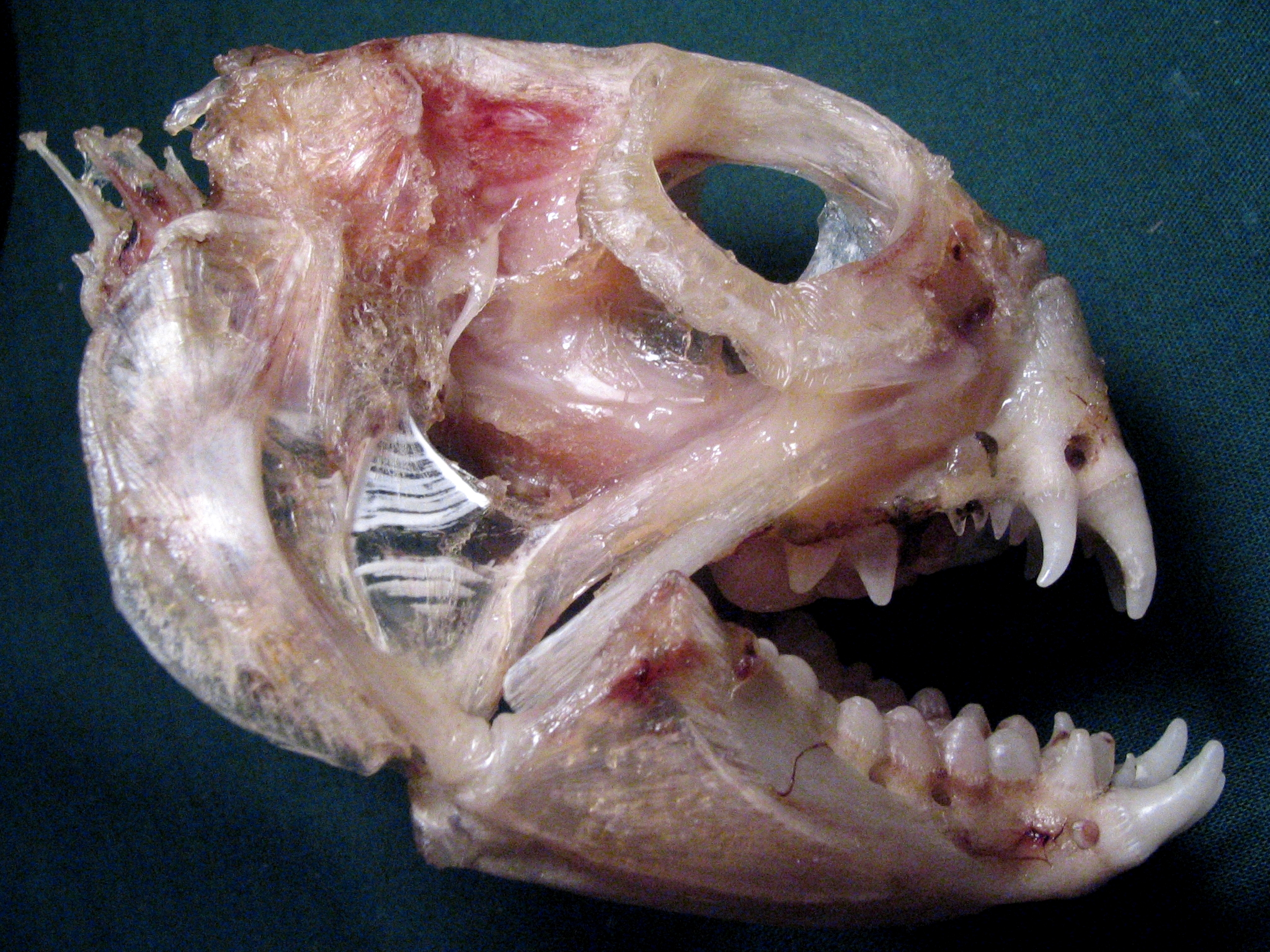
Loup de mer Poisson
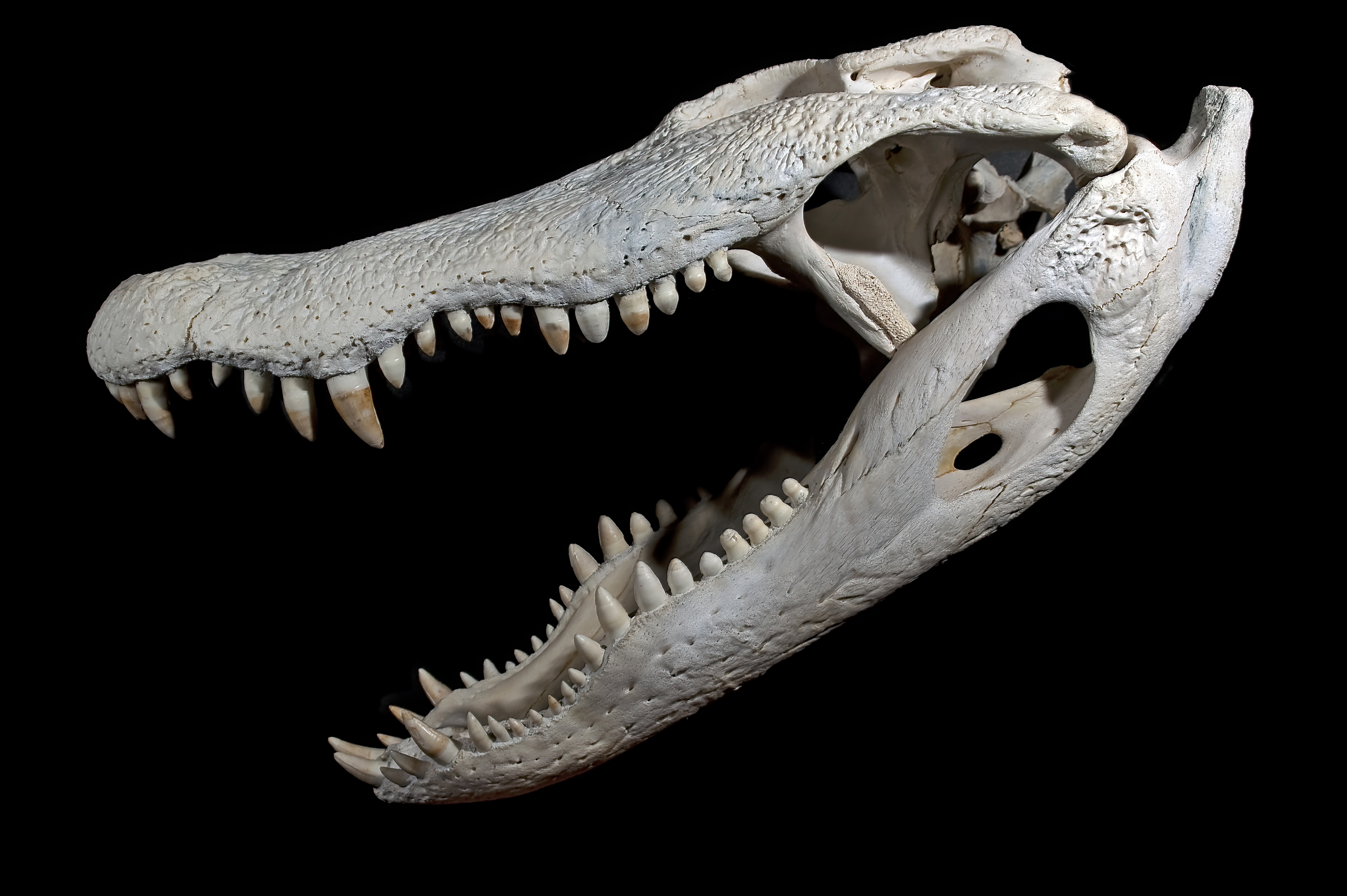
Alligator Reptile
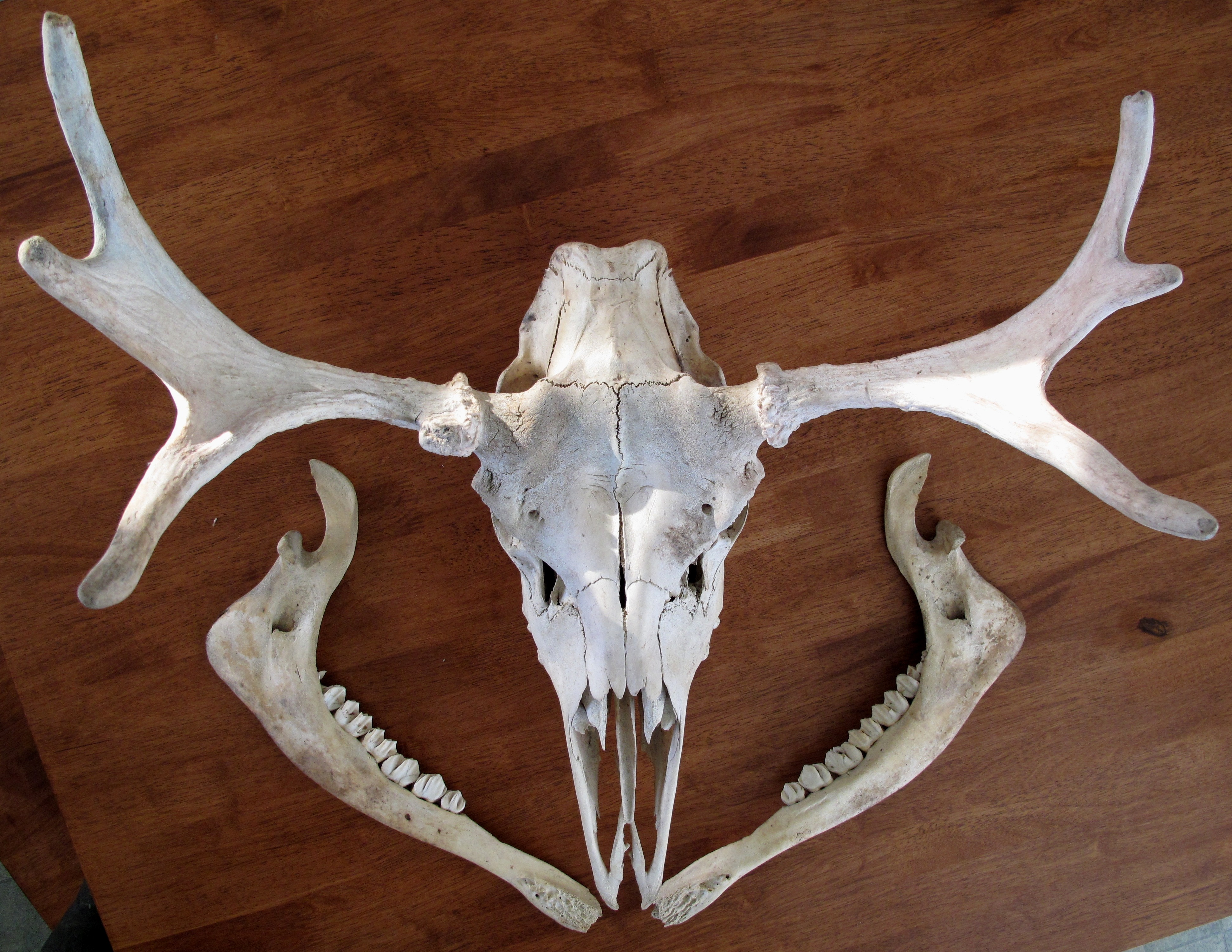
Crâne d'élan